# Khuushuur
I khuushuur sono grossi gnocchi fritti tradizionali della Mongolia. Simili a frittelle, i khuushuur sono la variante fritta dei buuz, ravioli al vapore mongoli ripieni di carne. Esistono delle varianti vegetariane del piatto contenenti un impasto a base di cavolo, carote e patate.